# Pfarrkirche Drosendorf

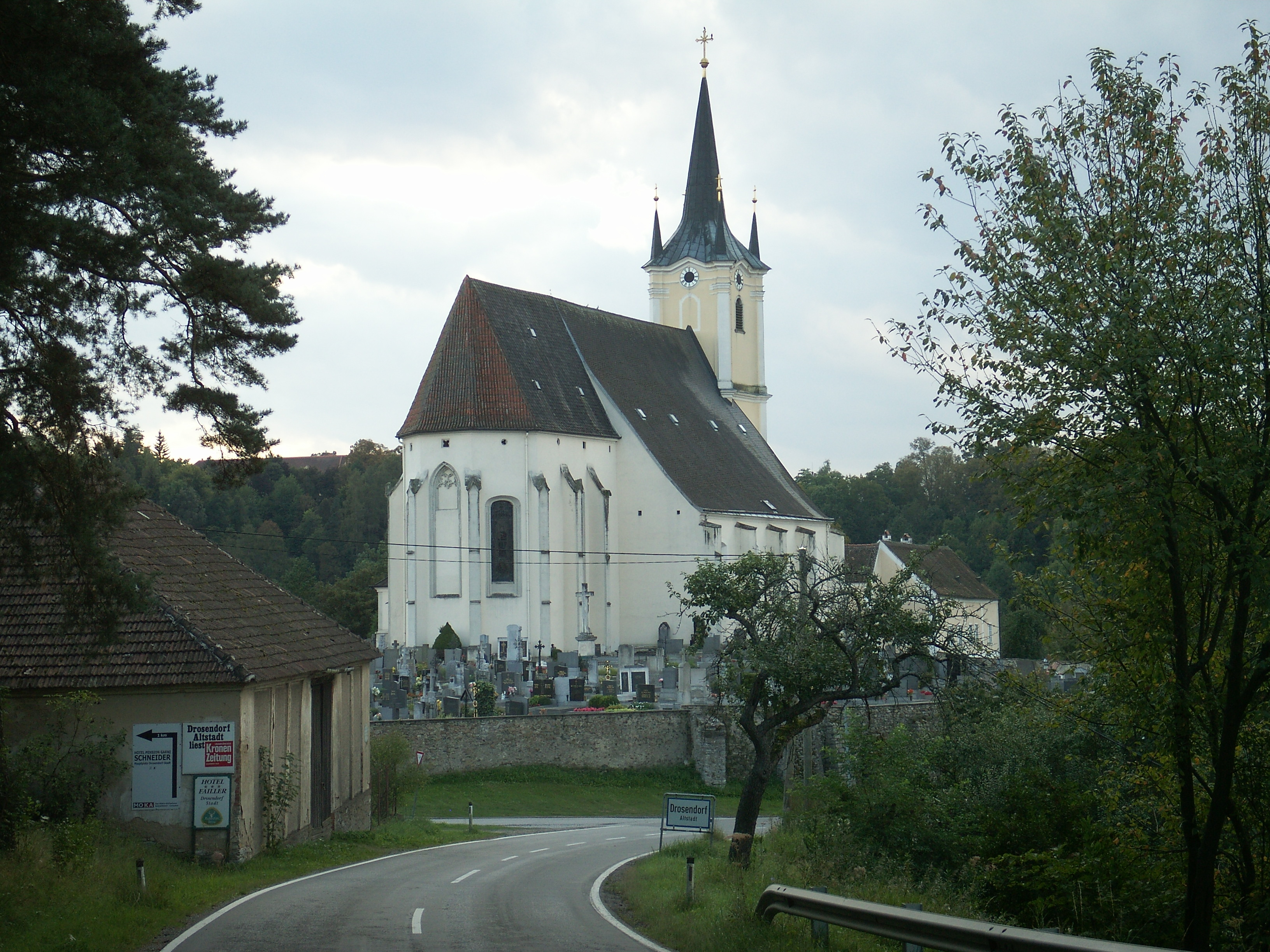
Kath. Pfarrkirche Peter und Paul in Drosendorf Altstadt

Die römisch-katholische Pfarrkirche Drosendorf, auch Altstadtkirche genannt, steht in der Stadtgemeinde Drosendorf-Zissersdorf im Bezirk Horn in Niederösterreich. Die Pfarrkirche Peter und Paul – dem Stift Geras inkorporiert – gehört zum Dekanat Geras in der Diözese St. Pölten. Die Kirche steht unter Denkmalschutz.

## Lage
Die Kirche steht in der Altstadt und ist zusammen mit Friedhof und Pfarrhof mit einer Mauer eingefasst.

## Geschichte
Die demnach schon früher bestehende Pfarre wurde um 1153 dem Stift Geras inkorporiert. 1517 wird eine Weihe des Chores berichtet. 1597 wurde der Kirchturm erbaut. Im Gegensatz zur bestehenden Kirche war die ursprüngliche Kirche in gotischem Stil errichtet, Reste sind in Form eines gotischen Sakramentshäuschens (um 1515) im Chor links vom Altar und des spätgotischen Südportals erhalten. In den Jahren 1620 und 1645 wurde die Kirche im Dreißigjährigen Krieg verwüstet und danach als dreischiffige Kirche mit höherem Mittelschiff unter gemeinsamem Dach (Pseudobasilika) wiederaufgebaut. Im Zuge der Barockisierung im 18. Jahrhundert wurden die gotischen Fenster des offenbar noch erhaltenen gotischen Chors vermauert oder verschieden hoch abgekappt.

## Ausstattung

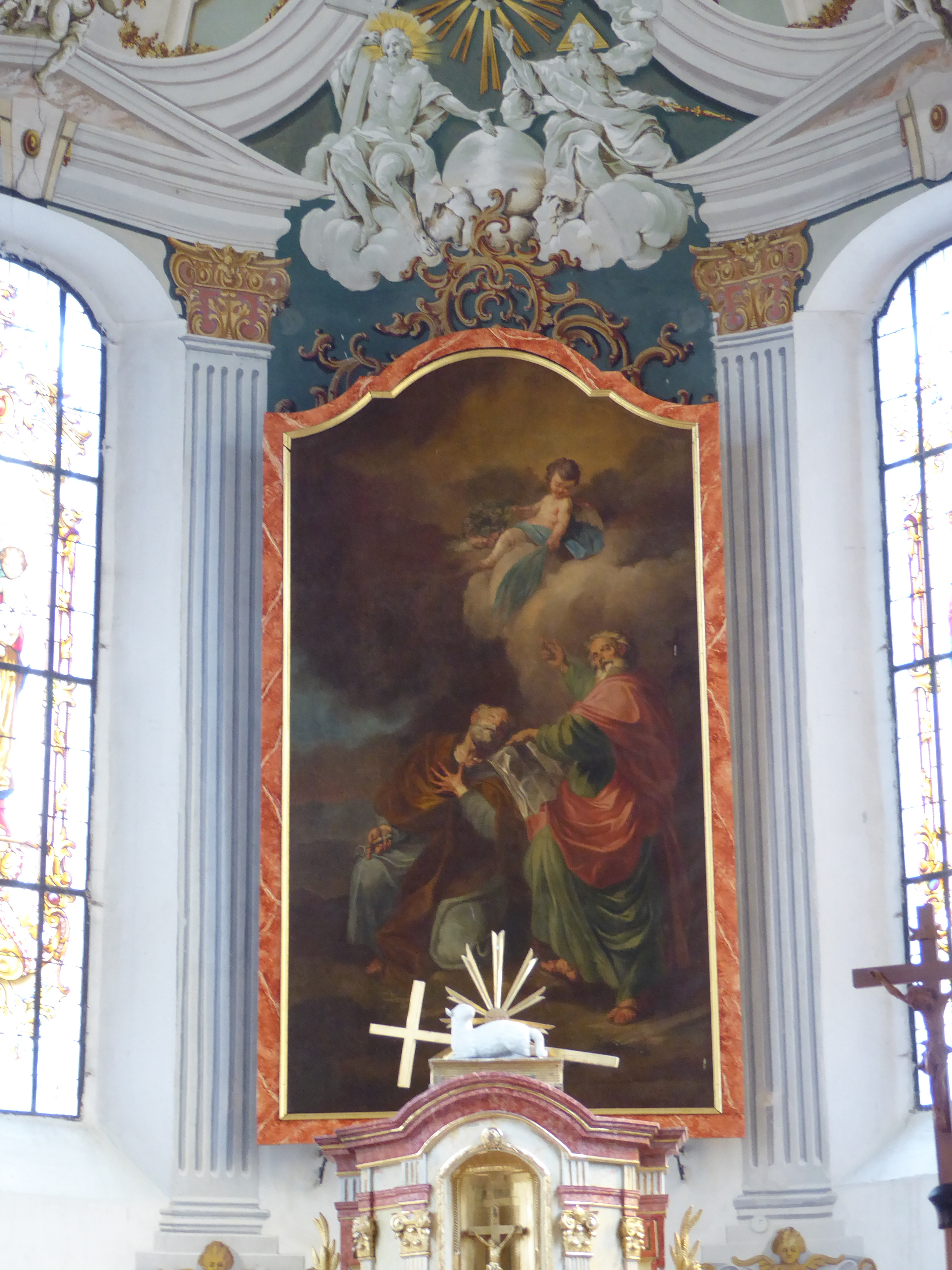
Hochaltarbild hll. Petrus und Paulus

Das Hochaltarbild mit der Darstellung der Kirchenpatrone St. Peter und Paul wird Paul Troger oder einem seiner Schüler zugeschrieben. Die Deckenfresken (um 1780) stammen vom Trogerschüler Lukas Stipperger. Die barocke Orgel dürfte um das Jahr 1729 vom Orgelbauer Ignaz Jakob Florian Casparides aus Znaim hergestellt worden sein und wurde 1978 von Helmut Allgäuer restauriert.
Gefallenengedenkstätte
Im Eingangsbereich der Kirche wurde eine kleine Gedenkstätte für die im Zweiten Weltkrieg gefallenen Soldaten der nahe gelegenen und ursprünglich deutsch besiedelten Ortschaft Stallek in der Tschechischen Republik eingerichtet.